# Крокодил Гена
«Крокодил Гена» — ляльковий анімаційний фільм режисера Романа Качанова за мотивами книги Едуарда Успенського. Перший фільм з серії про крокодила Гену, Чебурашку та їх друзів.

## Сюжет
Крокодил Гена працює в зоопарку — крокодилом. Кожен день увечері він повертається додому до своєї самотньої квартири. Нарешті йому набридає грати самому із собою в шахи і Гена вирішує завести собі друзів. На оголошення, розклеєні по місту, відгукуються звірі і люди. Першою приходить дівчинка Галя з бездомним щеням, а слідом за нею Чебурашка…

## Голоси персонажів
- Василь Ліванов — Крокодил Гена / сторож зоопарку
- Клара Румянова — Чебурашка / кошеня
- Володимир Раутбарт — Шапокляк
- Володимир Кенігсон — Продавець
- Тамара Дмитрієва — дівчинка Галя / щеня Тобік / жирафа Анюта

## Знімальна група
- Автори сценарію: Роман Качанов, Едуард Успенський
- Кінорежисер: Роман Качанов
- Художник-постановник: Леонід Шварцман
- Оператор: Йосип Голомб
- Композитор: Михайло Зів
- Звукооператор: Георгій Мартинюк
- Художники-мультиплікатори: Кирило Малянтович, Майя Бузинова, Павло Петров, Марія Портна
- Художник: Олександр Горбачов
- Монтаж: Лідія Кякшт
- Редактор: Наталія Абрамова
- Ляльки та декорації: Олег Масаїнов, Геннадій Лютинськ, Ліліана Лютинськ, Світлана Знам'янська, Семен Етліс, В. Калашнікова, Марина Чеснокова, Є. Дарікович, Павло Лесін, Валентин Ладигін
- під керівництвом: Романа Гурова
- Директор картини: Натан Бітман
- Знімальна група наведена за титрами мультфільму.

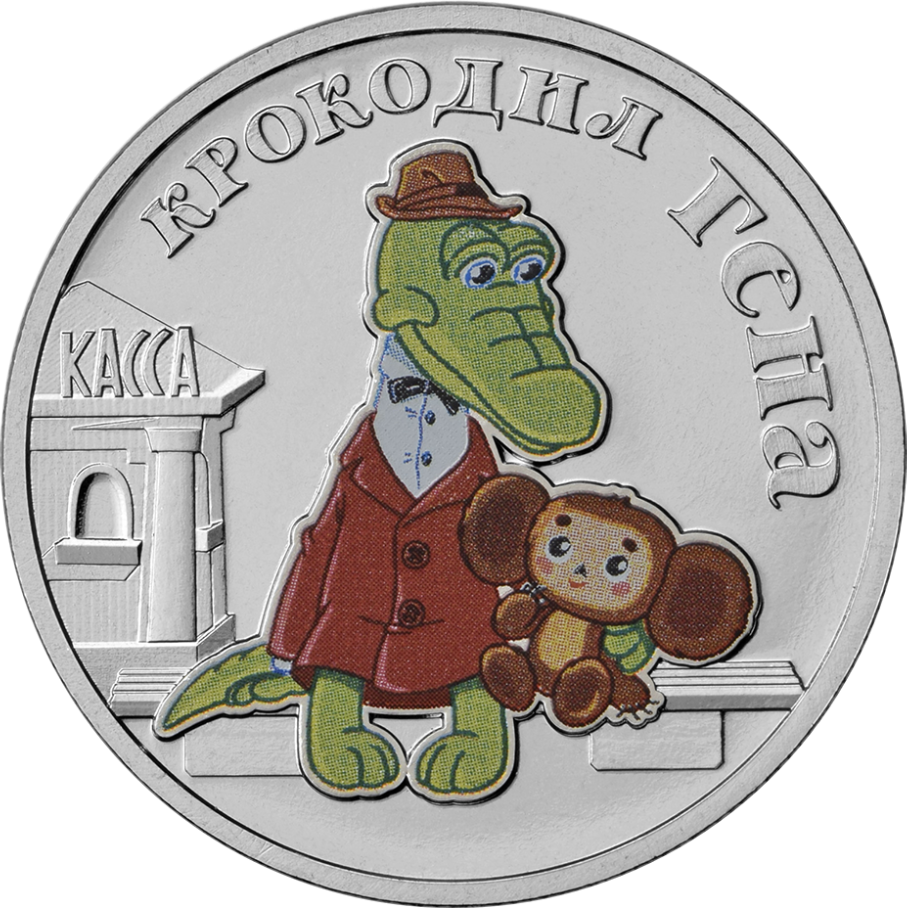
Монета Банку Росії 25 рублів, реверс, анциркулейтед. Мідно-нікелевий сплав. Серія "Російська (радянська) мультиплікація". "Крокодил Гена" (з кольоровим лакофарбовим покриттям).

## Пісні
У мультфільмі звучить «Пісня Шапокляк» Михайла Зіва на слова Едуарда Успенського, виконана Володимиром Раутбартом.

## Продовження
- «Чебурашка» — 1971
- «Шапокляк» — 1974
- «Чебурашка йде до школи» — 1983